# Aphananthe monoica
Aphananthe monoica es un árbol mediano de la familia Cannabaceae. Se distribuye del noroeste de México hasta el noroeste de Nicaragua en bosques húmedos y tropicales. 
En la Lista Roja de la IUCN se encuentra en la categoría de preocupación menor (LC).

## Nombres comunes
Tiene varios nombres comunes dependiendo de la región, entre ellos están: álamo, barranco, cerezo, chilillo, conserva, coquito, cuerillo, escobillo, hoja menuda, olmo, palo barranco, palo de armadillo, palo de santo, palo de águila, peinecillo, quebracho, rosadillo, varilla; tza (huasteco); cilicsni (totonaco); ajuate, ajuatl, ajuatle (náhuatl), chie-nita, y cuachichile.